# Belvízi hajózás

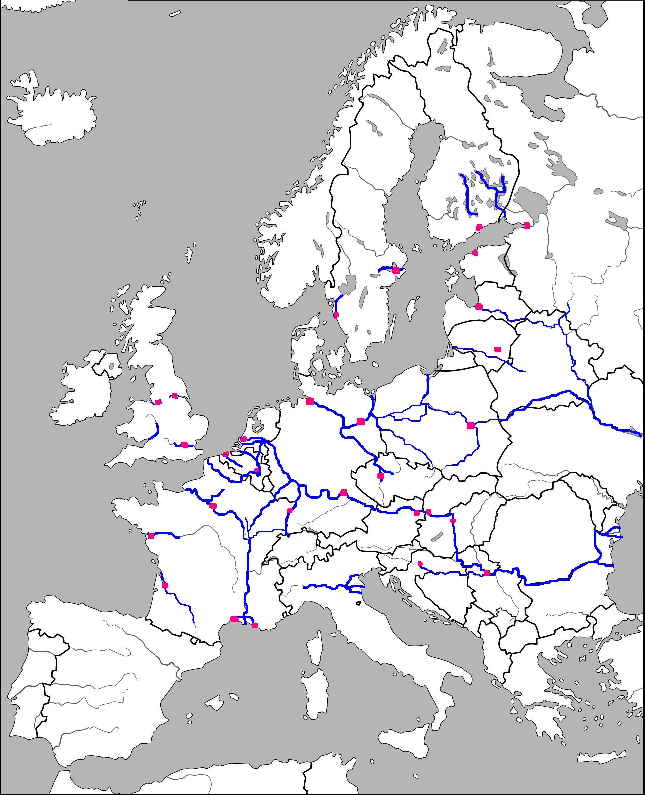
Belvízi hajózás Európában

A belvízi hajózást Európában több mint 30 000 km hajózható folyó és csatorna teszi lehetővé . Vízi úton elérhető Európa minden fontos iparterülete és több száz városa. Ezeket a területeket fejlett teherhajózási hálózat köti össze és egyes területeken a személyforgalom elsősorban a turista forgalom is jelentős.

## Vízi utak hálózata Európában
Európa folyami teher forgalmának súlypontja: Hollandia, Belgium, Luxembourg, Franciaország, Németország és Ausztria. Ennek a területnek legfontosabb folyói a Duna és a Rajna, de csatornák és kisebb folyók kiterjedt teherszállító rendszerek fenntartását teszik lehetővé.
Más Uniós tagállamok területein is találhatók kevésbé jelentős vízi úthálózatok (Anglia, Lengyelország, Olaszország) azonban a vízen történő szállítási kapacitások kihasználtsága nagyon alacsony.

## Fejlesztési lehetőségek
Az Európai Unió bővítését követően megkezdődött a közép és kelet-európai tagországok (Bulgária, Csehország, Észtország, Lettország, Litvánia, Lengyelország, Magyarország, Románia, Szlovákia és Szlovénia) folyami hajózásának fejlesztése és az Unió szabványaihoz történő illesztése. A Duna magyarországi szakaszán ez elsősorban folyamszabályzási munkákat és a megfelelő infrastruktúra (kikötők) kiépítését jelenti.

## Adatok
- Az EU Hajózható vízi utjainak hossza: 30 000 km
- Hajó állomány: 11 500 hajó egység (zömében önjáró hajók)
- Teljes szállítási kapacitás 11 millió tonna
- Teljes szállítási teljesítmény 120 000 millió tonna-kilométer (2000-ben)
- Belvízi áruszállítás részesedése az Unió áruszállítási forgalmából 7% (2000-ben)
- A belvízi áruszállításban foglalkoztatottak száma: 23 000

Forrás: EU Energy and Transport in Figures.